# Small Crimes
Pour plus de détails, voir Fiche technique et Distribution.
Small Crimes est un film américain réalisé par E. L. Katz (en), sorti en 2017, adapté d'un roman du même nom de Dave Zeltserman, publié en français en 2011 sous le titre de Crimes sans importance.

## Synopsis
Un ex-policier condamné pour tentative de meurtre sort de prison après avoir purgé six ans de peine.

## Fiche technique
- Titre : Small Crimes
- Réalisation : E. L. Katz (en)
- Scénario : E. L. Katz et Macon Blair, d'après le roman Crimes sans importance de Dave Zeltserman
- Musique : Brooke Blair et Will Blair
- Photographie : Andrew Wheeler
- Montage : Josh Ethier
- Production : David Lancaster et Stephanie Wilcox
- Société de production : Rumble Films, Rooks Nest Entertainment, Fairmount Films, Backup Media et Paradise City
- Pays :  États-Unis et  Canada
- Genre : Policier, drame et thriller
- Durée : 95 minutes
- Dates de sortie : 
  - Netflix : 28 avril 2017

## Distribution
- Nikolaj Coster-Waldau : Joe Denton
- Robert Forster : Joe Denton Sr.
- Jacki Weaver : Irma Denton
- Molly Parker : Charlotte Boyd
- Gary Cole : Dan Pleasant
- Macon Blair : Scotty Caldwell
- Michael Kinney : Phil Coakley
- Daniela Sandiford : Cara Coakley
- Shawn Lawrence : Manny Vassey
- Pat Healy : Junior Vassey

## Accueil
Le film a reçu un accueil mitigé de la critique. Il obtient un score moyen de 60 % sur Metacritic.